# Aaron Fink
Aaron Charles Fink (Wilkes-Barre, 22 aprile 1978) è un chitarrista statunitense.

## Biografia
È l'ex chitarrista e corista del gruppo alternative metal Breaking Benjamin, a seguito del licenziamento dalla band, nell'estate del 2011, quando venne pubblicato un remix di Blow me away insieme ai Valora e successivamente ad agosto il best of chiamato Shallow Bay: The Best Of Breaking Benjamin, che assieme a Mark James Klepaski fece incassare ad entrambi la somma di 100000 $. 
Il tutto fece esplodere di rabbia Ben Burnley che non sapeva nulla di tutto ciò e licenziò sia lui che Mark.
Nei suoi precedenti progetti lo avevamo visto insieme al bassista Mark James Klepaski nel gruppo Lifer.
Nel 2018 insieme al cantante Nick Coyle ha riformato i Lifer con due nuovi membri al basso e alla batteria.
Nel 2019 è entrato nel gruppo alternative metal Earshot.